# Shadows and Light
Shadows and Light — второй студийный альбом американской группы Wilson Phillips, выпущен в 1992 году. Диск попал на четвёртое место чарта Billboard 200 и стал платиновым.

## История создания
После их дебютного альбома-бестселлера Wilson Phillips, который разошёлся тиражом 5 млн копий в США и более 10 млн копий по всему миру, сделав группу Wilson Phillips самой продаваемой женской группой того времени, трио снова привлекло продюсера Глена Балларда, который также продюсировал их дебютный альбом.
Песни альбома Shadows and Light сильно отличаются от песен с их дебютного альбома Wilson Phillips. Если большинство песен на Wilson Phillips оптимистичны, то альбом Shadows and Light отличается более мрачными текстами, которые затрагивают личные проблемы участниц, такие как детство без отца («Flesh and Blood», «All the Way from New York») или жестокое обращение с детьми («Where Are You?»).
Альбом получил неоднозначные отзывы, и, хотя он попал на четвёртое место чарта Billboard 200, и стал платиновым, в других странах он был расценен как коммерческий провал.
Баллада «You Won’t See Me Cry» достигла 20-го места в американском Billboard Hot 100, песня «Give It Up» достигла 30-го места, а «Flesh and Blood» вообще не попала в топ-100, достигнув 119-го места. К концу года Чинна Филлипс покинула Wilson Phillips, и группа распалась на 12 лет.

## Список композиций
1. «I Hear You (prelude)» — 0:53
2. «It’s Only Life» — 5:24
3. «You Won’t See Me Cry» — 3:53
4. «Give It Up» — 4:51
5. «This Doesn’t Have to Be Love» — 4:40
6. «Where Are You?» — 5:24
7. «Flesh and Blood» — 5:35
8. «Don’t Take Me Down» — 4:43
9. «All the Way from New York» — 3:37
10. «Fueled for Houston» — 4:15
11. «Goodbye Carmen» — 5:17
12. «Alone» — 5:17
13. «I Hear You (reprise)» — 2:06

## Чарты
| Чарты (1992)                     | Пиковая позиция |
| -------------------------------- | --------------- |
| ARIA Charts                      | 30              |
| Ö3 Austria Top 40                | 34              |
| GfK Entertainment charts         | 13              |
| Dutch Album Top 100              | 59              |
| Oricon                           | 9               |
| Official New Zealand Music Chart | 19              |
| VG-lista                         | 18              |
| Sverigetopplistan                | 20              |
| Swiss Hitparade                  | 3               |
| UK Albums Chart                  | 6               |
| Billboard 200                    | 4               |